# 坊州
坊州（ぼうしゅう）は、中国にかつて存在した州。唐代から元初にかけて、現在の陝西省黄陵県および宜君県一帯に設置された。

## 概要
619年（武徳2年）、唐により鄜州が分割されて坊州が置かれた。742年（天宝元年）、坊州は中部郡と改称された。758年（乾元元年）、中部郡は坊州と改称された。坊州は関内道に属し、鄜城・中部・宜君・昇平の4県を管轄した。
北宋のとき、坊州は永興軍路に属し、中部・宜君の2県を管轄した。
金のとき、坊州は鄜延路に属し、中部・宜君の2県および玉華鎮を管轄した。
1269年（至元6年）、モンゴル帝国により坊州は廃止され、中部・宜君の2県は鄜州に編入された。